# 軽米城
軽米城（かるまいじょう）は、岩手県九戸郡軽米町にあった日本の城。軽米町中心街を見下ろす丘陵上にあり、軽米町役場の敷地を含む一帯を城跡とした。

## 概要
築城時期は不明。80メートル×120メートルの本丸（現・駐車場）と、その東側の60メートル×60メートルの二の丸（現・町役場庁舎）の間に堀を巡らす、複郭構造の平山城である。陸奥国糠部郡軽米村に所在し、軽米氏の本拠地として、天正19年（1591年）の九戸政実の乱において九戸城に立て籠った軽米兵右衛門の名前が見られる（『奥南旧指録』）。乱鎮圧後に、北信愛の三男・九兵衛愛継が2000石の知行を得て居城とした。
寛文5年（1665年）、八戸藩の創立に伴い北氏は鹿角大湯に転封、以後八戸藩の軽米通代官所が置かれ明治時代に至った。

## 発掘調査
2014年（平成26年）12月、町役場の暖房システム設備の設置工事に伴い、軽米町教育委員会により遺跡の存在有無を確認するための試掘調査が行われ、城跡などに関するとみられる埋蔵文化財が確認された。このため、2015年（平成27年）4月～6月に初の発掘調査が実施された。町議会棟前駐車場の、暖房システム設置範囲（94平方メートル）という狭い面積であったが、調査区内から掘立柱建物跡とみられる柱穴群（100本以上）や堅穴構造を持つ建物が検出された。遺物として鎧の小札（こざね）板や二枚貝（貝合わせ用の貝、または漆塗用パレット?）、中国産陶磁器や鉄製品、古銭などが出土した。これらの年代は16世紀前半とみられ、史料に見える1530年代の城主「軽米與右衛門（よえもん）」の存命時期に重なり、軽米城主との関係性が想定される出土品や発見があった。なお、城跡の遺構より下層からは、縄文時代の石器製作場とみられる遺構も見つかった。